# Diamonds & Rust (альбом)
Diamonds & Rust (с англ. — «Бриллианты и ржавчина») — студийный альбом американской фолк-певицы Джоан Баэз, выпущенный в 1975 году. Пластинка включает, как интерпретации песен других исполнителей (Боб Дилан, Стиви Уандер, The Allman Brothers Band, Джексон Браун), так и песни авторства Джоан Баэз. К ним относится и заглавная Diamonds & Rust, источником вдохновения которой послужил Боб Дилан. Песня сама стала перепеваться разными коллективами, самые известные из которых Judas Priest и Blackmore's Night.

## Список композиций
| №                   | Название                              | Автор(ы)                     | Длительность |
| ------------------- | ------------------------------------- | ---------------------------- | ------------ |
| 1.                  | «Diamonds & Rust»                     | Джоан Баэз                   | 4:46         |
| 2.                  | «Fountain of Sorrow»                  | Джексон Браун                | 4:30         |
| 3.                  | «Never Dreamed You'd Leave in Summer» | Стиви Уандер, Сирита Райт    | 2:45         |
| 4.                  | «Children and All That Jazz»          | Джоан Баэз                   | 3:07         |
| 5.                  | «Simple Twist of Fate»                | Боб Дилан                    | 4:46         |
| 6.                  | «Blue Sky»                            | Ричард Беттс                 | 2:46         |
| 7.                  | «Hello in There»                      | Джон Прайн                   | 3:04         |
| 8.                  | «Jesse»                               | Дженис Иэн                   | 4:29         |
| 9.                  | «Winds of the Old Days»               | Джоан Баэз                   | 3:54         |
| 10.                 | «Dida»                                | Джоан Баэз                   | 3:27         |
| 11.                 | «I Dream of Jeannie / Danny Boy»      | Стивен Фостер / Фред Уитерли | 4:12         |
| Общая длительность: | Общая длительность:                   | Общая длительность:          | 41:47        |

## Участники записи
- Джоан Баэз — вокал, акустическая гитара (1, 5, 7, 10), аранжировка
- Dean Parks — акустическая гитара (2, 3, 7), электрическая гитара (1, 4-6, 9-10)
- Jesse Ehrlich — виолончель (3-5)
- Ларри Карлтон — электрическая гитара (1-6, 8-9), аранжировка струнных (5-7), дирижёр (5-7)
- Джим Гордон — барабаны
- Joe Sample — электрическое фортепиано
- Larry Knechtel — фортепиано (2, 3, 5, 9, 11)
- Red Rhodes — Steel Guitar (2, 6, 7, 8)
- Isabelle Daskoff — альт (3-5)
- Джони Митчелл — вокал (10)